# 渡辺善夫
渡辺 善夫（わたなべ よしお、生没年不詳）は、日本の合成作画技師。

## 来歴
1940年（昭和15年）、東宝砧撮影所に入社、「特殊効果係」に配属される。東宝では前年公開の『エノケンの孫悟空』（山本嘉次郎監督）で、円谷英二監督が日本初の「作画合成」（マットペイント）を実現しており、渡辺は円谷の下で、この「作画合成」を担当する。同期には同じく作画合成を担当する向山宏がいた。
1942年（昭和17年）、『ハワイ・マレー沖海戦』（山本嘉次郎監督）で合成作画を担当し、以後連作される「戦意高揚映画」で作画合成を多数手掛ける。
1944年（昭和19年）、東宝が円谷英二を工場長とする、戦意高揚映画専門の撮影所「航空教育資料製作所・第二工場」を設立。西浦貢を課長とする「特殊美術課」下の「合成作画室」に配属される。
1945年（昭和20年）、日本敗戦。東宝は「戦意高揚映画」の制作を廃止する。
1946年（昭和21年）、東宝争議で制作現場はストップする。組合の指令により、美術スタッフは街頭で似顔絵描きをさせられる有様だった。
1948年（昭和23年）、3月に円谷英二が東宝を退職。11月、強化再編成された「作業部技術課」の「合成係」に配属される。
1949年（昭和24年）、『空気のなくなる日』（伊東寿恵男監督）に、鷺巣富雄（うしおそうじ）とともに特撮参加。作画合成を担当。
この作品のあと東宝を退社。フリーとなり、大映や東映で合成作画を多数手掛ける。
1956年（昭和31年）、カラーSF映画『宇宙人東京に現わる』（島耕二監督）に参加。的場徹のもと、合成作画を担当。
1957年（昭和32年）、『透明人間と蝿男』（村山三男監督）で合成作画。
1960年（昭和35年）、盟友うしおそうじが動画会社「ピー・プロダクション」を設立。うしおに請われて、友人の高山良策らとともに発起人となり、役員参加。以後、ピープロ専属となる。
1961年（昭和36年）、うしおとともに京都に赴き、大映京都撮影所で、日本初の70mm総天然色スペクタクル映画『釈迦』（三隅研次監督）の合成作画を担当。「全画」を合わせ、40数カットの合成作画を手掛けた。
1964年（昭和39年）、ピープロでパイロット・フィルム『クラブ君の冒険』に参加。作画合成を手掛けたほか、「奈部三太郎（なべさんたろう）」の名で「ダイヤ博士」役を演じている（声は黒沢良による吹き替え）。
1966年（昭和41年）、東急エージェンシーとピープロの特撮テレビ番組『マグマ大使』（フジテレビ）に参加。「合成作画」、「全画」を担当。大映京都で『大魔神』（安田公義監督）、『大魔神怒る』（三隅研次監督）、『大魔神逆襲』（森一生監督）と「大魔神三部作」の合成作画を担当。
また、NHKで『源義経』の全画を担当。以後、「NHK大河ドラマ」の多数に関わる。
1968年（昭和43年）、『妖怪百物語』（安田公義監督）、『妖怪大戦争』（黒田義之監督）、『東海道お化け道中』（安田公義監督）の「大映妖怪三部作」、松竹映画で『吸血鬼ゴケミドロ』（佐藤肇監督）など、特撮映画の合成作画を多数担当。
その他多数の映画・TV番組で活躍。ピープロ作品すべての作画を担当したほか、パイロット企画『豹マン』の作画とリアルアニメを担当。
1970年（昭和45年）、ピー・プロダクションの特撮TV番組企画、『宇宙猿人ゴリ』のパイロットフィルムで合成作画。
1971年（昭和46年）、フジテレビで『宇宙猿人ゴリ』が放映開始。合成作画を担当。
以後、『快傑ライオン丸』『風雲ライオン丸』『鉄人タイガーセブン』『電人ザボーガー』『冒険ロックバット』など、ピープロのフジテレビ番組すべてで作画、全画を担当。また各雑誌向けにピープロ作品の怪獣画、グラビア作画も手掛けた。
1978年（昭和53年）、テレビ番組『黄金の日日』（NHK）で全画を担当。松竹映画『雲霧仁左衛門』（五社英雄監督）で作画合成を担当。五社英雄作品も多く、1982年（昭和57年）の『鬼龍院花子の生涯』などでも作画を担当している。晩年は、TVCMの仕事も多数手掛けている。

## 人物・エピソード
愛称は「ナベさん」。「合成作画の第一人者」として、実景と見紛うような精密精緻な作画を手掛け、高い評価を得ている。渡辺は昭和17年に東宝に入社し、合成作画に従事するが、当時は「グラスワーク」（キャメラのレンズの前に枠ガラスを置き、ガラスに絵を描き込んで山や雲を画面に付け足す映画技法）が主流だった。これは撮影現場で描かれるものだったため、風が強い日などは絵の具が流されてしまった。作画係に配属された渡辺の手始めは作画合成による雲の描画で、これが成功したため、合成作画の専門家となった。
1949年（昭和24年）、『空気のなくなる日』では合成作画の他に、画面すべてを絵で表現する「全画」という技法を日本で初めて使用。これは「空気が無くなり、横浜港が氷に閉ざされる」という場面で使われた。「初の試みは大成功でした」と語っている。
東宝退社後は、大映などで作画を担当したが、大映の特撮スタイルは、東宝の大規模型と異なり、「特撮と分かってはいけない」という方針で、「このへんが特撮を売り物にして映画を作る東宝と考え方の違うところなんです」と語っている。
1956年（昭和31年）の『宇宙人東京に現わる』では、天体Rの接近で地上が赤く照らされるシーンの特撮で、銀座の大交差点を実写撮影し、その上空部分を作画合成で表現することにした。渡辺は的場徹らと一週間ほとんど徹夜でこの画を完成させたのだが、途中で「早朝ロケで無人の風景だから、最初から全部絵でやればよかった」と気づき、結局絵で処理することになったという。的場は「笑い話ですよ」と語っている。
「作画合成」という特撮技法は、キャメラのレンズの前に黒い「合成マスク」を立て、未感光部分を作り、フィルムをマガジンから取り出さずに、合成開始部分までフィルムを巻き戻し、この「マスク」のラインに合わせて精密な作画部分を写し込んで合成する「生合成」という手法で行われる。オプチカル・プリンターを使った場合の色調の変化などの無い、美しい色調が得られる半面、合成完了までキャメラを動かせず、ストップ・ウォッチを使って合成のタイミングを図るこの技法は、すべて渡辺の経験と勘に頼る職人技だった。
ともに京都に赴任し、『釈迦』の現場で合成を担当したうしおそうじは、渡辺の勘頼りの生合成の成否への心配で夜も寝られず、「よっぽど東京へ帰ろうかと思った」と語っている。渡辺は「印象深い作品」としてこの『釈迦』を挙げ、「脂が乗り切った時期でしたが、大変な仕事でした」と述懐している。
こういった手間のせいで、1980年代に入ると映画での生合成の仕事は減ったが、森田富士郎や大映京都時代のスタッフに頼られ、担当作品で呼ばれることが多かった。人物画では、地下鉄のキャンペーンポスターでマリリン・モンローを描いたことがあるという。
うしおそうじや高山良策は東宝時代からの盟友で、うしおが動画会社「ピー・プロダクション」を設立した際には、うしおのたっての頼みで高山と共に発起人、役員となっている。以後、高山と共にピープロ専属となり、うしおは「亡くなるまでピープロ・オンリーでやってくれた」と語っている。
渡辺の作画合成用の精緻なマット画は、普通サイズの画用紙にエアブラシを使い、ポスターカラーで描き込むという手法だった。ハリウッドでは100号サイズの画布に油彩で描くのが主流で、うしおが番組の海外セールスのためにアメリカの映画関係者に渡辺のマット画を見せると、「あの画面は、こんなに小さい絵だったのか」と一様にびっくりしたという。